# Chimonobambusa
El Chimonobambusa és un gènere de plantes de la família de les poàcies, ordre poals, subclasse commelínides, classe liliòpsides, divisió magniliofitins.
Aquest gènere de canyes de bambús és originari d'Àsia, de rizoma leptomorf; les canyes no sobrepassen els 6 metres.
Aquestes són les espècies conegudes a Europa:
- Chimonobambusa marmorea
- Chimonobambusa marmorea "Variegata"
- Chimonobambusa quadrangularis
- Chimonobambusa quadrangularis "Tatejima"
- Chimonobambusa tuminissinoda